# Poor Knights-eilanden
De Poor Knights Islands (Maori: Tawhiti Rahi) zijn een eilandengroep in de Grote Oceaan. De groep bestaat uit twee grotere eilanden en een aantal kleinere eilandjes hiertussen. De eilandengroep is gelegen ten noordoosten van Noordereiland, het noordelijkste hoofdeiland van Nieuw-Zeeland. De eilanden zijn van vulkanische oorsprong.
De zee in een straal van 800 meter rond de eilanden is sinds 1981 beschermd als natuurreservaat. Bij de eilanden mengt een tropische zeestroom zich met de gematigde wateren rond Nieuw-Zeeland. Verder is hier een grens tussen het continentaal plat en de diepzee. Deze factoren zorgen ervoor dat de wateren rond de eilanden zeer rijk zijn aan leven. De eilanden zijn dan ook geliefd bij duikers.